# Justin Hodgman
Justin Hodgman (* 27. Juni 1988 in Brampton, Ontario) ist ein ehemaliger kanadischer Eishockeyspieler, der den Großteil seiner aktiven Karriere in den nordamerikanischen Minor Leagues sowie der Kontinentalen Hockey-Liga (KHL) und finnischen SM-liiga verbracht hat. Darüber hinaus absolvierte der Center fünf Partien für die Arizona Coyotes in der National Hockey League (NHL) und stand eine Spielzeit bei den Krefeld Pinguinen aus der Deutschen Eishockey Liga (DEL) unter Vertrag.

## Karriere

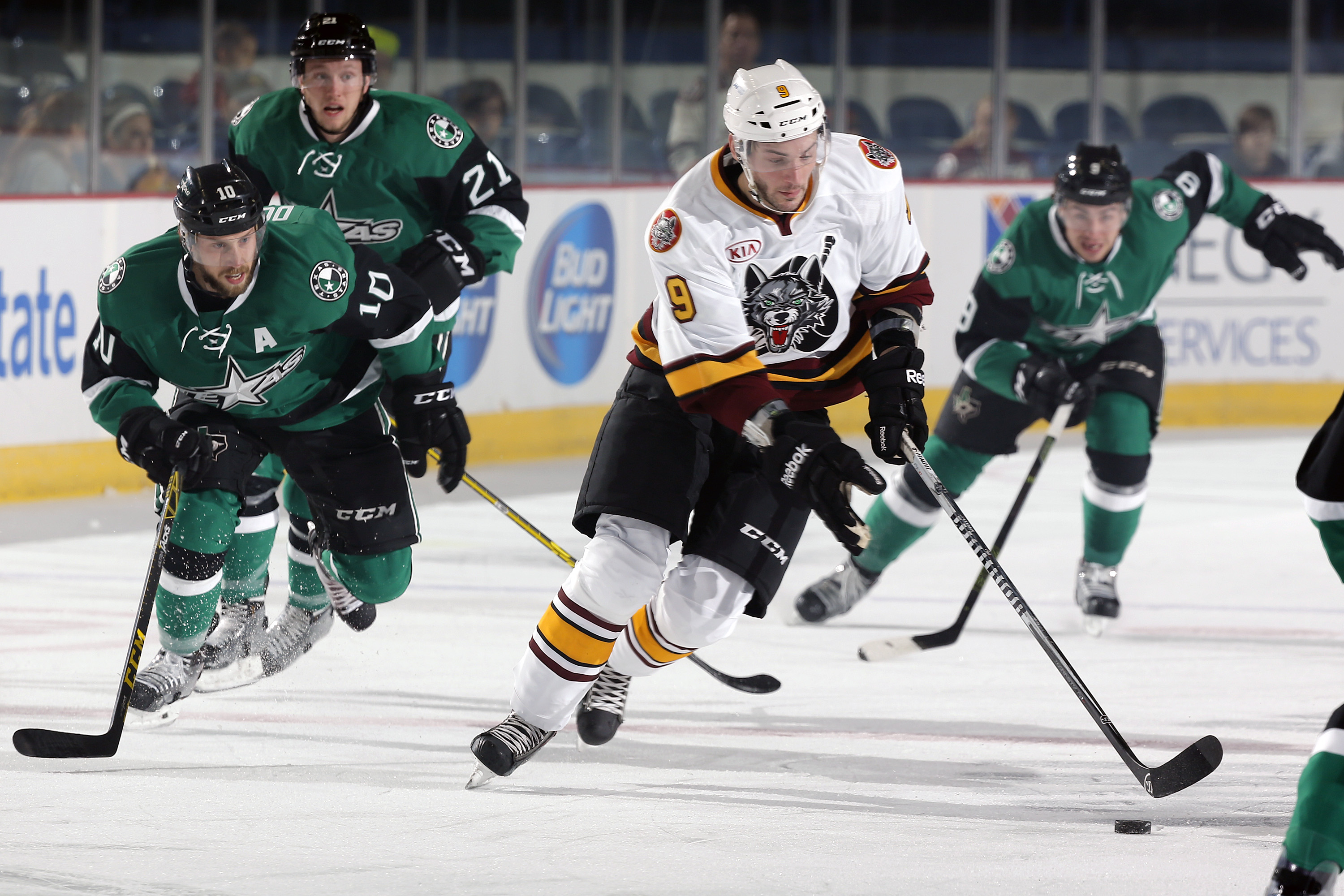
Hodgman (Mitte) im Trikot der Chicago Wolves (2015)

Justin Hodgman begann seine Karriere als Eishockeyspieler bei den Huntsville-Muskoka Otters, für die er in der Saison 2004/05 in der Ontario Provincial Junior A Hockey League aktiv war. Anschließend verbrachte er vier Jahre bei den Erie Otters in der kanadischen Top-Juniorenliga Ontario Hockey League. Parallel sammelte er erste Erfahrungen im professionellen Eishockey bei den Fort Wayne Komets aus der International Hockey League, mit denen er in den Jahren 2008, 2009 und 2010 dreimal in Folge den Turner Cup gewann. Der Center selbst wurde in den Jahren 2008 und 2009 zum wertvollsten Spieler der Playoffs ernannt. Von 2009 bis 2011 lief der Rechtsschütze überwiegend für die Toronto Marlies in der American Hockey League auf. Parallel kam er zudem für die Toledo Walleye und Reading Royals in der ECHL zum Einsatz.
Für die Saison 2011/12 wechselte Hodgman zu den Pelicans Lahti aus der finnischen SM-liiga. In Europa konnte er auf Anhieb überzeugen und erzielte in insgesamt 76 Spielen 64 Scorerpunkte, davon 17 Tore. Mit seiner Mannschaft erreichte er zudem das Playoff-Finale, in dem man jedoch JYP Jyväskylä unterlag. Zur folgenden Spielzeit wurde der Kanadier vom HK Metallurg Magnitogorsk aus der Kontinentalen Hockey-Liga verpflichtet. Im Oktober 2013 entschied sich das Management von Magnitka, Hodgman gegen Tim Brent von Torpedo Nischni Nowgorod einzutauschen.
Im Juli 2014 kehrte Hodgman nach Nordamerika zurück und schloss sich den Arizona Coyotes an. Nach einem Jahr dort wurde er als Free Agent von den St. Louis Blues verpflichtet, die ihn jedoch ausschließlich bei den Chicago Wolves einsetzten. Im Januar 2016 wurde sein Vertrag daher in beidseitigem Einvernehmen aufgelöst, sodass er sich dem Örebro HK aus der Svenska Hockeyligan anschließen konnte. Nachdem er aus persönlichen Gründen zwei Spielzeiten in der ECHL bei den Fort Wayne Komets gespielt hatte, schloss er sich zur Saison 2019/20 den Krefeld Pinguinen aus der Deutschen Eishockey Liga an. Ein Jahr später wechselte er zum Ferencvárosi TC in die Erste Liga, mit dem er die Ungarische Meisterschaft gewann. Seine letzte Profisaison absolvierte der Kanadier bei den Sheffield Steelers in der britischen Elite Ice Hockey League.

## Erfolge und Auszeichnungen
| - 2008 Turner-Cup-Gewinn mit den Fort Wayne Komets - 2008 Bud Poile Trophy - 2009 Turner-Cup-Gewinn mit den Fort Wayne Komets - 2009 Bud Poile Trophy - 2010 Turner-Cup-Gewinn mit den Fort Wayne Komets | - 2012 SM-liiga-Spieler des Monats Februar - 2012 Finnischer Vizemeister mit den Pelicans Lahti - 2019 Teilnahme am ECHL All-Star Game - 2021 Ungarischer Meister mit dem Ferencvárosi TC |

## Karrierestatistik
(Legende zur Spielerstatistik: Sp oder GP = absolvierte Spiele; T oder G = erzielte Tore; V oder A = erzielte Assists; Pkt oder Pts = erzielte Scorerpunkte; SM oder PIM = erhaltene Strafminuten; +/− = Plus/Minus-Bilanz; PP = erzielte Überzahltore; SH = erzielte Unterzahltore; GW = erzielte Siegtore; 1 Play-downs/Relegation; Kursiv: Statistik nicht vollständig)